# Teodoryk z Wied
Teodoryk z Wied (Theoderich/Theodorich/Dietrich von Wied, ur. ok. 1170, zm. 24 marca 1242 w Trewirze) – arcybiskup Trewiru i książę-elektor Rzeszy od 1212.

## Życiorys
Teodoryk pochodził z możnej rodziny znad środkowego Renu. Był synem Dytryka, hrabiego Wied. Poświadczony w źródłach jako duchowny w 1189, od 1200 pełnił ważne funkcje w kościele w Trewirze. W 1212 został wybrany na stanowisko arcybiskupa Trewiru. 
Był wiernym stronnikiem władców Niemiec z dynastii Hohenstaufów. W 1215 skłonił mieszczan Kolonii aby otwarli bramy przed Fryderykiem II Hohenstaufem. Miał uczestniczyć w wyborach na króla Niemiec synów Fryderyka II, Henryka VII w 1220 i Konrada IV w 1237. Pozostał wierny Hohenstaufom nawet gdy ci zostali w 1239 obłożeni przez papieża ekskomuniką. 
Oprócz zaangażowania w politykę Rzeszy, oddawał się też sprawom swojego księstwa. Zabezpieczył jego granice przez budowę zamków Montabaur i Kyllburg. Organizował synody diecezjalne, podczas których starał się podnieść poziom dyscypliny duchowieństwa. Prowadził działalność fundacyjną, m.in. wspierając zakony franciszkanów, dominikanów i krzyżaków i rozpoczynając budowę kościoła Najświętszej Marii Panny w Trewirze. Został pochowany w katedrze w Trewirze.
Jest uznawany za pierwszego elektora trewirskiego.